# Учпилинский сельсовет
Учпилинский сельсовет — муниципальное образование в Дюртюлинском районе Башкортостана.

## История
Согласно «Закону о границах, статусе и административных центрах муниципальных образований в Республике Башкортостан» имеет статус сельского поселения.
В 2008 году объединён с Новокангышевским сельсоветом:
Закон Республики Башкортостан от 19.11.2008 г. № 49-З «Об изменениях в административно-территориальном устройстве Республики Башкортостан в связи с объединением отдельных сельсоветов и передачей населённых пунктов», ст.1 п. 20) в) гласит:

 "Внести следующие изменения в административно-территориальное устройство Республики Башкортостан:
 объединить Учпилинский и Новокангышевский сельсоветы с сохранением наименования «Учпилинский» с административным центром в селе Учпили.
Включить сёла Казакларово, Новокангышево, деревни Баргата, Киргизки, Малобишкуразово, Новобадраково, Сергеевка, Таубаш-Бадраково
Новокангышевского сельсовета в состав Учпилинского сельсовета.

Утвердить границы Учпилинского сельсовета согласно представленной схематической карте.

Исключить из учётных данных Новокангышевский сельсовет

## Население
| 2002  | 2009  | 2010  | 2012  | 2013  | 2014  | 2015  |
| ----- | ----- | ----- | ----- | ----- | ----- | ----- |
| 1998  | ↘1974 | ↘1892 | ↘1832 | ↘1802 | ↘1750 | ↘1692 |
| 2016  | 2017  |       |       |       |       |       |
| ↘1653 | ↘1606 |       |       |       |       |       |

## Состав сельского поселения
| №  | Населённый пункт | Тип населённого пункта       | Население |
| -- | ---------------- | ---------------------------- | --------- |
| 1  | Учпили           | село, административный центр | ↗457      |
| 2  | Новокангышево    | село                         | ↘423      |
| 3  | Казакларово      | село                         | ↘223      |
| 4  | Аюкашево         | деревня                      | ↘200      |
| 5  | Зейлево          | деревня                      | ↘176      |
| 6  | Таубаш-Бадраково | деревня                      | ↘142      |
| 7  | Баргата          | деревня                      | ↘111      |
| 8  | Киргизки         | деревня                      | ↘75       |
| 9  | Малобишкуразово  | деревня                      | ↘55       |
| 10 | Новобадраково    | деревня                      | ↘26       |
| 11 | Сергеевка        | деревня                      | ↘4        |